# Resolució 1575 del Consell de Seguretat de les Nacions Unides
La Resolució 1575 del Consell de Seguretat de les Nacions Unides fou adoptada per unanimitat el 22 de novembre de 2004. Després de recordar les resolucions 1031 (1995), 1088 (1996), 1423 (2002), 1491 (2003) i 1551 (2004) sobre els conflictes a l'antiga Iugoslàvia, el Consell defineix el paper d'EUFOR Althea a Bòsnia i Hercegovina com a successor legal de la Força d'Estabilització (SFOR).

## Resolució

### Observacions
El Consell de Seguretat va subratllar la importància de l'aplicació de l'acord de Dayton (Acord Marc General) i va acollir amb satisfacció les contribucions de la SFOR, l'Organització per a la Seguretat i la Cooperació a Europa i altres organitzacions internacionals. La situació continuava constituint una amenaça per a la pau i la seguretat i el Consell estava decidit a promoure una solució pacífica del conflicte. A més, va assenyalar que la Unió Europea tenia la intenció de llançar una missió de seguiment amb un component militar a partir de desembre de 2004.

### Actes
Actuant sota el Capítol VII de la Carta de les Nacions Unides, el Consell recorda a les parts en l'acord de Dayton llurs responsabilitats d'aplicar l'acord. Va subratllar el paper de l'Alt Representant per a Bòsnia i Hercegovina en supervisar la seva implementació. També va concedir importància a la cooperació amb el Tribunal Penal Internacional per a l'antiga Iugoslàvia.
El Consell de Seguretat va encomiar als països participants en la SFOR i va acollir amb beneplàcit la creació d'una missió de seguiment des de desembre de 2004 per la Unió Europea. També va autoritzar l'ús de mesures necessàries, incloent l'ús de la força i defensa pròpia, per assegurar el compliment dels acords i la seguretat i la llibertat de moviment del personal de la SFOR. Tots els acords s'aplicaran a la missió de seguiment.
La resolució també va donar la benvinguda al desplegament de la Missió de Policia de la Unió Europea a Bòsnia i Hercegovina des de l'1 de gener de 2003, que havia reemplaçat la Missió de les Nacions Unides a Bòsnia i Hercegovina. Finalment, va demanar al Secretari General Kofi Annan que informés sobre el progrés realitzat per les parts cap a l'aplicació dels seus acords de pau.